# Huaiquimán
Huaiquimán (en mapudungun, wayki, "lanza" y man, apócope de mañke, "cóndor"), también llamado Huaiquimán de Runguipulli, fue un lonco o cacique mapuche de la zona de Runguipulli (cerca del lago Budi) que a fines del siglo XIX luchó junto al toqui Marimán en la guerra de Arauco, durante la ocupación de la Araucanía por parte del Ejército de Chile. Se le menciona como parte de los caciques notificados para participar en el malón general de 1881.